# 'Anin
'Anin (àrab: عانين, ʿĀnīn) és una vila palestina de la governació de Jenin a Cisjordània al nord de la vall del Jordà. Segons l'Oficina Central Palestina d'Estadístiques tenia 3.719 habitants en 2007.